# K-Way
K-Way is een van oorsprong Frans merk van regenbestendige kledij, dat in 1965 voor het eerst op de markt kwam. Vanaf de jaren 1970 kende de regenjas van K-Way een wereldwijd succes. Deze jas van nylon is opvouwbaar en kan opgerold in een zakje om het middel gedragen worden.

## Geschiedenis
De regenjas uit geïmpregneerd nylon werd ontwikkeld door Établissements Léon Duhamel uit het Noord-Franse Harnes. De regenjas werd eerst "en cas de pluie" (in geval van regen) genoemd. Een reclamebureau gaf het de meer internationale naam K-Way. Vanaf de jaren 1970 kende deze opvouwbare regenjas een mondiaal succes. Maar de Aziatische concurrentie en een brand in de fabriek in Harnes in 1992 gaven bijna de doodsteek aan het merk. Het merk werd opgekocht door een Italiaanse firma en in 2012 volgde een doorstart.